# Clare Twomey
Pour les articles homonymes, voir Twomey.
Clare Twomey, née en 1968 à Ipswich, est une sculptrice britannique.

## Biographie
Clare Twomey naît à Ipswich (Suffolk) le 19 décembre 1968. Sa spécialité est la céramique. Elle a exposé à la Tate Modern, au Victoria and Albert Museum et au Musée d’art moderne de Kyoto. Au Victoria and Albert Museum, en 2006, elle a présenté son installation « Trophy » : 4000 oiseaux bleus en porcelaine répartis sur le sol du musée.

## Expositions
- Trophy, porcelaines, Victoria and Albert Museum, 2006[2]
- Everyman's Dream, Sir John Soane's Museum, Londres, 2013[3]
- Piece by Piece, Gardiner Museum, Toronto, 2014[4]